# Lantaarnvisachtigen
De lantaarnvisachtigen (Myctophiformes) vormen een orde binnen de straalvinnige vissen. Het is de enige orde binnen de superorde Scopelomorpha.

## Verspreiding en leefgebied
Alle lantaarnvisachtigen leven in de diepzee.

## Families
- Neoscopelidae – Lantaarndragers
- Myctophidae – Lantaarnvissen